# Teresa Madruga
Teresa Maria Madruga Carvalho (* 18. März 1953 auf Ilha do Faial, Azoren) ist eine portugiesische Schauspielerin.

## Leben
Das erste Mal auf der Bühne stand sie 1976 in einem Stück von Fernand Crommelynck im Teatro da Trindade. Sie spielte vorwiegend Theater, in den 1980ern etwa im Teatro da Cornucópia bei Luís Miguel Cintra. Danach mehrten sich die Filmrollen, und ihre Theaterengagements nahmen ab.
Sie drehte über 30 Filme, u. a. mit António-Pedro Vasconcelos, Manoel de Oliveira, João César Monteiro, João Canijo, José Álvaro Morais, João Mário Grilo, Fernando Vendrell, João Botelho, Fernando Lopes und António da Cunha Telles. Ihre Hauptrolle neben Bruno Ganz in In der weißen Stadt von Alain Tanner brachte ihr 1983 internationale Beachtung und Filmrollen in Spanien, Frankreich und Italien. So spielte sie 1995 neben Marcello Mastroianni in Erklärt Pereira von Roberto Faenza.
Sie war Jurymitglied u. a. beim Festival du Court-Métrage de Clermont-Ferrand (1988), beim 11. Filmfestival Cinema del Mediterrani in Valencia (1990) und in der portugiesischen Auswahlkommission für die European Film Awards und für den Oscar/Bester fremdsprachiger Film.
Sie erhielt 1988 den portugiesischen Theaterpreis Prémio Garrett. Den Preis für die beste Schauspielerin des Festival du Court Metrage de Clermont–Ferrand erhielt sie für ihre Rolle im Film D’aprés Maria von Jean Claude Robert, welcher auch für den British Academy Film Award und den französischen César nominiert war.
Sie drehte eine Reihe Fernsehfilme und wirkte in Telenovelas mit. Sie arbeitete auch für das Radioprogramm RDP der Rádio e Televisão de Portugal und war Synchronsprecherin in über 80 Zeichentrickfilmen.

## Filmografie

### Kino
| - 1977: Madrugada (R: Luís Couto) - 1978: Alexandre e Rosa (R: João Botelho) Kurzfilm - 1981: Oxalá (R: António-Pedro Vasconcelos) - 1981: Francisca (R: Manoel de Oliveira) - 1981: Silvestre (R: João César Monteiro) - 1982: Visita ou Memórias e Confissões (Erzählerin) (R: Manoel de Oliveira) - 1983: No Speaking (R: Luís Fonseca Fernandes) - 1983: In der weißen Stadt (Dans la ville blanche) (R: Alain Tanner) - 1983: A Estrangeira (R: João Mário Grilo) - 1984: Guerra de Mirandum (R: Fernando Matos Silva) - 1984: O Lugar do Morto (R: António-Pedro Vasconcelos) - 1985: Atlântida: Do Outro Lado do Espelho (R: Daniel Del Negro) - 1985: Aspern (R: Eduardo de Gregório) - 1986: Mein Fall (Mon cas) (Sprechrolle) (R: Manoel de Oliveira) - 1987: D’après Maria (R: Jean Claude Robert) - 1987: Mientras haya luz (R: Filipe Vega) - 1988: Matar Saudades (R: Fernando Lopes) - 1992: Luz Negra (R: Xavier Bermúdez) - 1992: Auf Wiedersehen, Prinzessin (Adeus Princesa) (Sprechrolle) (R: Jorge Paixão da Costa) | - 1992: Tag der Verzweiflung (O Dia do Desespero) (R: Manoel de Oliveira) - 1993: Am Ufer des Flusses (Vale Abraão) (Sprechrolle) (R: Manoel de Oliveira) - 1995: Nostalgia (R: Francisco Manso) - 1995: Erklärt Pereira (Sostiene Pereira) (R: Roberto Faenza) - 1996: Ilhéu da Contenda (R: Leão Lopes) - 1998: No Caminho para a Escola (R: Marco Martins) - 1998: Sapatos Pretos (R: João Canijo) - 2001: Sie haben meinen Sohn getötet! (Ganhar a Vida) (R: João Canijo) - 2002: O Gotejar da Luz (R: Fernando Vendrell) - 2003: Pakt des Schweigens (Le pacte du silence) (R: Graham Guit) - 2003: Quaresma (R: José Álvaro Morais) - 2004: E se eu fosse lá abaixo rir um bocado? (R: Samuel Amaral) - 2004: Medicina Sobre Rodas (R: Eduardo Andrade) - 2004: Kiss Me (R: António da Cunha Telles) - 2005: Odete (R: João Pedro Rodrigues) - 2005: Mouth to Mouth (R: Alison Murray) - 2005: O Fatalista (R: João Botelho) | - 2006: Pele (R: Fernando Vendrell) - 2006: Filme da Treta (R: José Sacramento) - 2007: Refundido (R: Joana Dionísio) - 2007: O Capacete Dourado (R: Jorge Cramez) - 2008: Efeitos Secundários (R: Paulo Rebelo) - 2008: Azeitona (R: Ana Almeida, Luís Campos, João Gazua, Humberto Rocha) - 2011: Sangue do Meu Sangue (R: João Canijo) - 2011: Je m’appelle Bernadette (R: Jean Sagols) - 2012: Demain? (R: Christine Laurent) - 2012: Tabu – Eine Geschichte von Liebe und Schuld (R: Miguel Gomes) - 2012: Imagine (R: Andrzej Jakimowski) - 2016: Histórias de Alice (R: Oswaldo Caldeira) - 2017: Fatima (Fátima) (R: João Canijo) - 2017: Soleil battant (R: Clara Laperrousaz, Laura Laperrousaz) - 2018: Aparição (R: Fernando Vendrell) - 2019: Variações (R: João Maia) - 2019: Land im Sturm (auch TV-Serie, R: Tiago Guedes) - 2024: Grand Tour (R: Miguel Gomes) |

### Fernsehen
| - 1979: Ninguém - 1980: 1926, Noves Fora Nada - 1984: Manoel dans l’île des merveilles - 1988: Muito Tarde para Ficar Só - 1988: A Mala de Cartão - 1990: Céu de Papel - 1990: Inspektor Lavardin (Les dossiers secrets de l’inspecteur Lavardin) - 1991: Para Josefa - 1991: Um Poeta Afinado - 1991: Le triplé gagnant - 1992: Les amants du Tage - 1996: Novacek | - 1998: Terra Mãe - 2000: A Raia dos Medos - 2001: Bastidores - 2002: A Jóia de África - 2002/2003: Tudo Por Amor - 2003: Volpone - 2005: João Semana - 2005: 29 Golpes - 2006: Bocage - 2006: Quando os Lobos Uivam - 2007: Vingança - 2007/2008: Floribella | - 2007: Vingança - 2007/2008: Floribella - 2008: Casos da Vida - 2009: A Vida Privada de Salazar - 2008/2009: Feitiço de Amor - 2008/2009: Rebelde Way - 2009/2010: Sentimentos - 2010: Ele é Ela - 2010: Regresso a Sizalinda - 2013: Odysseus – Macht. Intrige. Mythos - 2016: Weil ich dich liebe - seit 2017: Fátima: Caminhos da Alma - 2019: Land im Sturm |